# Gemini (film, 1999)
Pour les articles homonymes, voir Gemini.
Pour plus de détails, voir Fiche technique et Distribution.
Gemini (双生児, Sōseiji) est un film japonais réalisé par Shin'ya Tsukamoto, sorti en 1999.

## Synopsis
Tōkyō, au début du XXe siècle : Yukio, jeune médecin aimé et respecté, vit heureux avec sa femme, Rin, malgré cette amnésie qui l'a frappée il y a plusieurs années à la suite d'un incendie inexpliqué. Ce traumatisme ne plaît pas vraiment aux parents de Yukio, qui n'ont jamais vu la jeune femme d'un bon œil. Des drames vont alors survenir dans la maison familiale. La mort rôde, et elle va frapper, sans raison apparente. Yukio avouera alors sentir une présence, comme une ombre, l'épiant sans cesse et l'auscultant, curieusement...

## Fiche technique
- Titre : Gemini
- Titre original : 双生児 (Sōseiji?)
- Réalisation : Shin'ya Tsukamoto
- Scénario : Shin'ya Tsukamoto, d'après le roman de Edogawa Ranpo
- Production : Futoshi Nishimura et Toshiaki Nakazawa
- Musique : Chū Ishikawa
- Photographie : Shin'ya Tsukamoto
- Montage : Shin'ya Tsukamoto
- Décors : Takashi Sasaki
- Pays de production :  Japon
- Langue originale : japonais
- Format : couleur — 35 mm — 1,85:1 — son Dolby Surround
- Genre : drame, fantastique
- Durée : 84 minutes[1]
- Dates de sortie :
  - Italie : 3 septembre 1999 (Mostra de Venise[2])
  - Japon : 15 septembre 1999[1]
  - Suisse : 25 mai 2000 (Festival international du film fantastique de Neuchâtel)
  - France : 1er novembre 2000[3]

## Distribution
- Masahiro Motoki : Yukio / Sutekichi
- Ryō : Rin
- Shiho Fujimura : la mère de Yukio
- Tadanobu Asano : l'homme au sabre
- Renji Ishibashi : le mendiant
- Naoto Takenaka : l'homme riche

## Autour du film
- Tous les personnages qui apparaissent à l'écran ont dû raser leurs sourcils.
- Un documentaire de 17 minutes sur le tournage du film a été réalisé et produit par Takashi Miike en 2000.

## Distinctions
Sauf indication contraire, les informations mentionnées dans cette section peuvent être confirmées par la base de données cinématographiques IMDb,  présente dans la section « Liens externes ».

### Récompenses
- Festival international du film de Pusan 1999 : PSB Audience Award
- Festival international du film de Catalogne 2000 : prix de la meilleure musique de film pour Chū Ishikawa
- Festival international du film fantastique de Neuchâtel 2000 : prix H.R. Giger "Narcisse du meilleur film"[4]

### Sélections
- Japan Academy Prize 2000 : prix du meilleur acteur pour Masahiro Motoki[5]
- Festival international du film de Catalogne 2000 : prix du meilleur film